# Wallace Jones (Musiker)

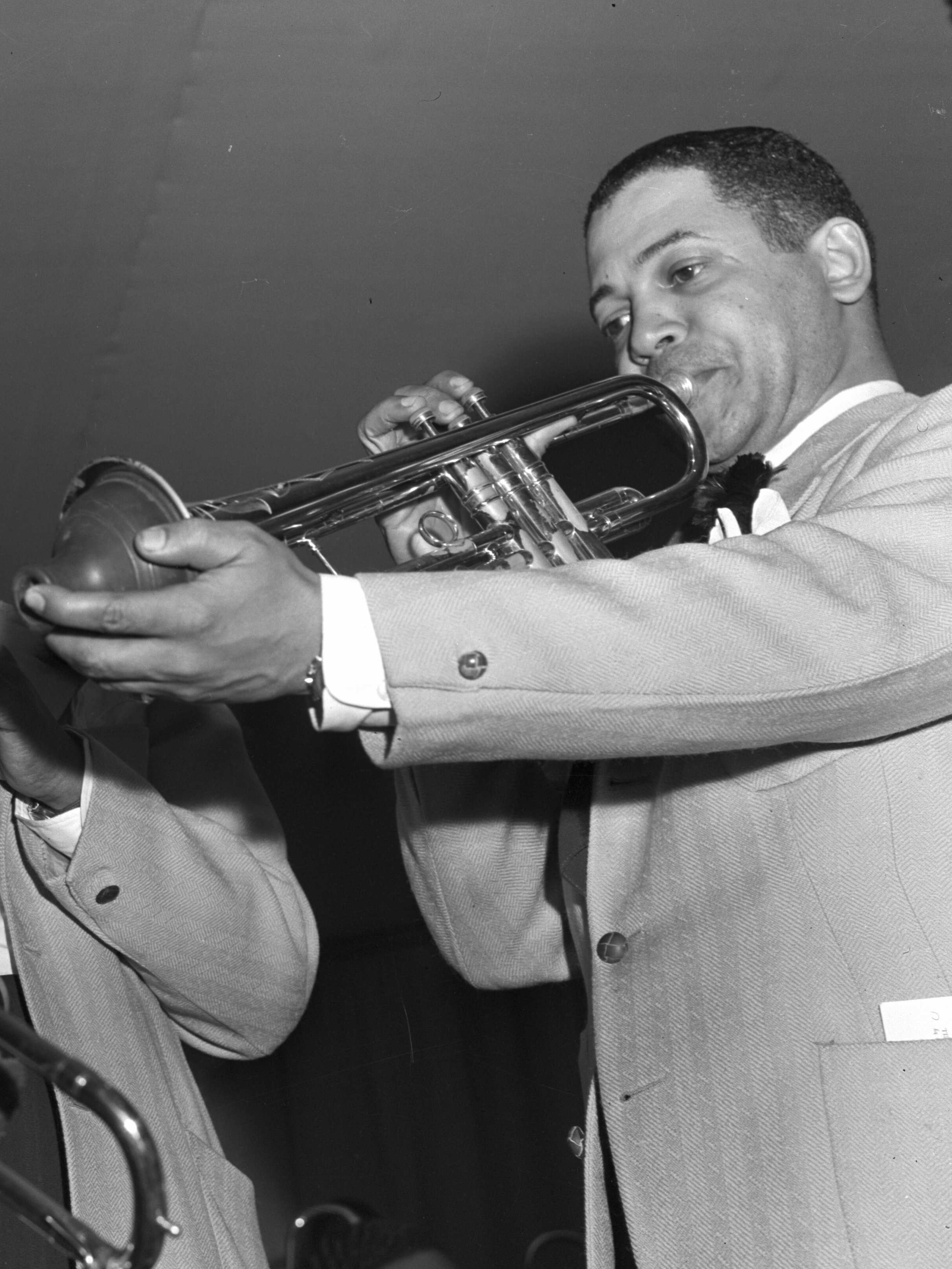
Wallace Jones (1943)

Wallace Jones (* 16. November 1906 in Baltimore; † 23. März 1983) war ein amerikanischer Jazztrompeter.
Jones spielte ab 1930 in lokalen Bands seiner Geburtsstadt wie Ike Dixons Harmony Birds oder Percy Glascoes Kit Kat Orchestra. Mitte der 1930er Jahre zog er nach New York City, wo er zunächst in der Band seines Cousins Chick Webb arbeitete und dann ab 1936 bei Willie Bryant spielte. Ab 1938 war er Mitglied des Duke Ellington Orchestra, wo er Arthur Whetsol ablöste. Er blieb bis 1944 bei Ellington und wirkte auch bei dem Konzert in Fargo 1940 mit; doch erhielt Jones nach Ansicht von Collier „mit Cootie Williams und Rex Stewart als den etablierten Trompetenstars (...) wenig Raum für Soli“. Solistisch ist er bei Ellington in „Prelude to a Kiss“ (1938), „Something to Live for“ und in „Serenade to Sveden“ (1939) zu hören. In der zweiten Hälfte der 1940er Jahre spielte er bei Benny Carter, Snub Mosley und im Sextett von John Kirby (1947), bevor er sich von der Jazzszene zurückzog und als Leichenbestatter tätig war.

## Lexigraphische Einträge
- James Lincoln Collier: Duke Ellington. Berlin, Ullstein, 1999. ISBN 3-548-35839-X.
- Richard Cook: Jazz Encyclopedia, London: Penguin 2005, ISBN 978-0-14-100646-8.
- John Jörgensen, Erik Wiedemann Jazzlexikon, Bertelsmann, o. J.